# 48785 Pitter
48785 Pitter este un asteroid din centura principală de asteroizi.

## Descriere
48785 Pitter este un asteroid din centura principală de asteroizi. A fost descoperit pe 23 septembrie 1997 la Observatorul din Ondřejov de Petr Pravec. Asteroidul prezintă o orbită caracterizată de o semiaxă mare de 2,99 ua, o excentricitate de 0,11 și o înclinație de 2,7° în raport cu ecliptica.